# فينيك
فينيك هي مركبة استطلاع إنتاج مشترك بين هولندا وألمانيا، دخلت الخدمة في عام 2003.

## المشغلون

### المشغلون الحاليون
- Germany
  - الجيش الألماني - 222، وستزداد لتصبح 248[1]
- Netherlands
  - القوات البرية الهولندية - 365[2]

### المشغلون المستقبليون
- Qatar
  - القوات المسلحة القطرية - 32[3]